# شیطان (فیلم ۱۹۱۸)
شیطان (مجاری: Az ördög) فیلمی به کارگردانی مایکل کورتیز است که در سال ۱۹۱۸ منتشر شد.